# Тафтінський Наволок
Та́фтінський На́волок (рос. Тафтинский Наволок) — присілок у складі Кічменгсько-Городецького району Вологодської області, Росія. Входить до складу Городецького сільського поселення.

## Населення
Населення — 43 особи (2010; 51 у 2002).
Національний склад (станом на 2002 рік):
- росіяни — 100 %